# Straż Pożarna w Lwówku Śląskim
Straż pożarna w Lwówku Śląskim – początki straży pożarnej w Lwówku Śląskim sięgają średniowiecza. Na przestrzeni lat siedziba straży pożarnej w Lwówku Śląskim znajdowała się w wielu różnych obiektach zlokalizowanych na terenie miasta, m.in.: w budynku przy ratuszu, w podziemiach ratusza w Lwówku Śląskim, przed drugą wojną światową w kościele św. Franciszka w Lwówku Śląskim, a obecnie siedziba powiatowej komendy straży pożarnej w Lwówku Śląskim znajduje się przy ul. Sikorskiego 2 w budynku zniszczonego i przebudowanego, przedwojennego urzędu finansowego.

## Średniowiecze
Pierwszy, odnotowany historycznie pożar w Lwówku Śląskim miał miejsce w 1176 r. W pożarze spłonął pierwotny budynek ratusza lwóweckiego i 47 domów. Informacja o tym wydarzeniu pochodziła z inskrypcji umieszczonej na jednym z budynków na Dolnym Rynku (plac Wolności wokół fontanny sukienników), który znajdował się w tym miejscu, a rozebrano go po wojnie trzydziestoletniej. Wszystkie budynki zostały odbudowane drewnem z książęcych lasów do 1178 r. W 1304 r. rada miejska wydała udokumentowane zarządzenie przeciwpożarowe, które zabraniało bednarzom gromadzenia w swych warsztatach większych ilości drewna, pod karą grzywny w wysokości 2 kóp groszy. Następny większy pożar wybuchł w 1381 r. na zamku książęcym w Lwówku Śląskim. Żywioł strawił zamek z wieżą, kaplicą zamkową i budynki mieszkalne. Zamek odbudowano w całości w 1385 r. Inny pożar z XIV wieku miał miejsce w 1385 r. i zniszczył 14 domów. Z pomocą mieszkańcom przyszła księżna Agnieszka Przemyślidka, która poleciła rycerzowi Fryczowi, panu na Włodzicach, by nieodpłatnie wydał poszkodowanym drewno ze swoich lasów. Kolejnym zarządzeniem rajców miejskich, z 1386 r., polecono wszystkim właścicielom budynków, by ostrożnie obchodzili się z ogniem i światłem, i zobowiązano ich, by w swoich domach utrzymywali beczki z wodą na wypadek zaprószenia ognia. Następny pożar wybuchł w Lwówku Śląskim w 1426 r., gdy od uderzenia pioruna spłonęło 7 domów. W pożarze z 1437 r. w Lwówku spłonęło 10 domów, z czego 4 zostały zburzone. W 1455 r. od uderzenia pioruna spłonęła wieża kościelna kościoła Wniebowzięcia NMP, zniszczeniu uległ zegar i dzwony. 22 lipca 1477 r. w płomieniach znalazła się dawna ul. Złotoryjska. W 1478 r. decyzją rady miejskiej zabroniono powroźnikom przechowywania w swoich domach nadmiernych ilości konopi, smoły i smarów.

## Renesans
Na początku renesansu, w 1499 r. w Lwówku Śląskim wybuchł kolejny pożar, wskutek którego zniszczeniu uległ klasztor żeński. Szczęśliwym trafem ogień nie rozprzestrzenił się dalsze zabudowania. 16 września 1518 r. w domu Pawła Scholza wybuchł pożar, który strawił 25 kamienic w rynku. 21 sierpnia 1531 r. wybuchł pożar w okolicach szkoły. Żywioł zniszczył całkowicie szkołę i wiele domów, które następnie rozebrano. W 1532 r. wybuchł kolejny pożar w klasztorze, który w krótkim czasie zniszczył zabudowania. Według przekazu wybuchł on w 11 miejscach równocześnie. Nocą z 12 na 15 marca 1536 r. wybuchł pożar w domach Michała Wirtha i Bartela Reussnera w rynku. Pożar zniszczył południową cześć rynku, ulicę Garbarską wraz z farbiarnią, ulicę Złotoryjską i jatki. W największym dotychczas pożarze spłonęły 72 budynki. Roczniki lubańskie opisywały, że spłonęła ⅓ miasta, a tamtejsza rada miejska w ramach pomocy przysłała do Lwówka Śląskiego zboże. Ogromny rozmiar szkód w mieście skłonił lwówecką radę do zaostrzenia przepisów pożarowych. Nie zachowały się wcześniejsze porządki ogniowe, które traktowały by sprawę kompleksowo. Wydane przez radę takie przepisy w 1557 r., zwane „Nowym porządkiem ogniowym”, sugerują, iż takie przepisy były już niejednokrotnie ogłaszane. Nowy porządek ogniowy zebrany został w 17 artykułach:

art. 1. My Burmistrz i Rajcy polecamy wszystkim mieszczanom swój żywot w upodobaniu Boga zachowującym wystrzegania się wszystkich występków, a w codziennych pobożnych modlitwach wiecznie dobremu Bogu słanych prosić, by w swym miłosierdziu zachował miasto od wszelkiego zagrożenia ogniowego.
art. 2. Nakazano jest każdemu gospodarzowi od teraz zachowania w swym domu sikawki ręcznej i wiadra wody, ale latem napełnionej beczki.
art. 3. Przykazuje się gospodarzom by utrzymywali stróży tak w jarmarki, jak i w targi tygodniowe, jak też i dawania bacznej uwagi obcym, by byli ostrożnymi w obchodzeniu się z ogniem i światłem. Zabrania się od teraz posiadania przez jednego gospodarza w swym domu więcej niż jednej fury siana i jednej fury słomy jednoraz.
art. 4. Zabrania się wszystkim pod dotkliwą karą udawania się z płonącymi drzazgami do poddaszy, izb lub stajni.
art. 5. Bednarzom zabrania się wypalania beczek w mieście, a z takimi udawać się muszą przed bramę, bo poprzez to przy niesprzyjającym wietrze łatwo o powstanie zagrożenia pożarowego.
art. 6. Szewcy i garbarze nie ważą się żadnych zapasów w domach swoich lub innych ludzi domach przechowywać, tym bardziej na poddaszach, a szczególnie przed drzwiami do szop.
art. 7. Żaden siodlarz nie może przechowywać w domu więcej konopi, smoły i smaru do wozu niż potrzebuje tego na co dzień; pozostały zapas musi pozostawić przed drzwiami (tj. na zewnątrz).
art. 8. Rzeźnik nie może przechowywać zapasu słoniny i sadła w górnych pomieszczeniach, lecz w piwnicy.
art. 9. Pod surową karą nie chcemy spotkać się z suszeniem i bieleniem lnu w mieście.
art. 10. Piekarze, piwowarzy i garncarze zobowiązani są surowo do nie pozostawiania ognia bez dozoru; garncarzom surowo przykazujemy, by nigdy wieczorem nie rozpalali pieców.
art. 11. Każdy gospodarz jest winnym dania dobrego baczenia na ogień i światło, gdy rozpali on piec, gdy gotuje, gdy pierze, topi łój lub słoninę, piecze lub wypieka etc.
art. 12. Jeżeli wybuch pożaru już zaistnieje, i przez gospodarza zostanie on zauważony i podniesie on alarm, tak musi to pozostać niezmienne, lecz jeśli od tego odstąpi on i przemilczy, tak musi on dać dziesięć talarów kary.
art. 13. Furmani i mieszczanie konie posiadający winni są bez zwłoki wodę do ognia zawlec, konie Rady muszą baniaki na wodę i wiadra z ratusza wywieźć o 1, 2, 5 i 4-ty który wodę da, musi być za to od Rady wyróżniony.
art. 14. Tam gdzie już dotarł ogień musi każdy jeden, czy jest on mieszczaninem, mieszkańcem, domownikiem, rzemieślnikiem, czeladnikiem, albo kim innym w mieście się zatrzymałym, a szczególnie cieślą, stelmachem, kamieniarzem, murarzem, stolarzem, bednarzem, musi z siekierami i toporami do ognia pobiec, ale nie z próżnymi rękami, a pilnie w gaszeniu pomagać.
art. 15. Bezczynnie stojących gapiów musi się przy pomocy woźnego sądowego do ognia zatrudnić, a po osądzie Rady w sposób szczególny ukarać.
art. 16. W przypadku zagrożenia pożarem musi każdy trzymać na rynnie (tj. korycie odpływowym pomiędzy dachami) służącego lub dziewkę, by z mokrą szmatą gasić latające iskry.
art. 17. Dla ratunku rzeczy są ustanowieni panowie zabezpieczający (tj. zaufani), a tylko ci mogą je roznosić. Kto zaś by się złakomił na cząstkę uratowanych rzeczy, musi jak jakiś pospolity złoczyńca przez wyświecenie z miotełkami, a w szczególnych przypadkach ukaranym na życiu być.

28 czerwca 1542 r. w pożodze spłonęła połowa Przedmieścia Lubańskiego (dawna jednostka terytorialna miasta na zachód od Baszty Bramy Lubańskiej), a 8 dni później spłonęło tam jeszcze 6 domów. Wiele z wypalonych budynków trzeba było wyburzyć. W 1544 r. spłonęła siedziba Zakonu Maltańskiego w Lwówku Śląskim, a w płomieniach zginął jeden z kawalerów, brat Andrzej. 5.08.1551 r., o 6 rano wybuchł jeden z największych pożarów. Strawił on połowę północnej części rynku, ulicę Bolesławiecką, Sukienniczą, Żydowską i Garbarską. Zniszczeniu uległy 102 budynki mieszkalne i użyteczności publicznej, m.in. arsenał. W następnym roku rada miejska przeprowadziła liczne kontrole bezpieczeństwa przeciwpożarowego. Komisje składające się ze strażaków (wspomnianych po raz pierwszy w dokumentach) i przedstawicieli ulic miały za zadanie przeprowadzanie kwartalnych kontroli stanu bezpieczeństwa wszystkich budynków. Wszystkie usterki musiały być usunięte w terminie 14 dni od daty kontroli pod groźbą surowych grzywien. Każdy dom posiadający zezwolenie na produkcję 4 zarobów (warek) piwa musiał być wyposażony w 4 skórzane wiadra i 2 mosiężne sikawki. Dom ważący mniej niż 4 zaroby musiał posiadać 2 skórzane wiadra i 1 sikawkę. Każdy dom musiał być wyposażony także w siekierę i bosak. 13 lutego 1561 r. w słodowni Franciszka Mochaupta wybuchł pożar, który w krótkim czasie spalił słodownię i dwa sąsiadujące z nią budynki. Trzeciego października 1566 r. w rynku, spłonęło 5 domów, które później wyburzono. 25 lutego 1572 r. na Przedmieściu Bolesławieckim (dawna jednostka terytorialna miasta na północ od Baszty Bramy Bolesławieckiej) spłonęło 36 domów mieszkalnych, 3 budynki garbarskie, 3 stodoły i 2 warsztaty sukiennicze. Ogień został zaprószony w dobrach Krzysztofa Farkela. Tylko silny wiatr południowy sprawił, że ogień nie rozprzestrzenił się w stronę lwóweckiego rynku. Dnia 3 maja 1500 r. lwówecka rada miejska przeprowadziła wielką kontrolę budynków w mieście. W jej wyniku nałożono wiele surowych kar na właścicieli domów niewyposażonych w sprzęt pożarniczy, jak też posiadających nadmierne zapasy materiałów łatwopalnych. W wyniku niskiej skuteczności przeprowadzonej kontroli rada zwolniła część strażaków z zajmowanych stanowisk, a na ich miejsce zatrudniła nowych. W 1606 r. spłonął Dolny Młyn, a całkowitemu zniszczeniu uległa przetwórnia wyposażona w 6 mlewników. Następny porządek ogniowy opublikowany przez radę, przy okazji porządkowania miejskiego prawodawstwa, miał miejsce w 1609 r. W całości 25. rozdziałów lwóweckiego ustroju miejskiego, cały rozdział 17. poświęcono przepisom przeciwpożarowym:

§ 1. O swe źródła ognia każdy musi zadbać sam, a gdy staną się one zagrożeniem bezpieczeństwa, musi on je usunąć, a gdy zostaną one wykryte przez panów zaufanych i strażaków, nałożona zostanie kara 5 białych groszy. Jeśli po kontroli źródło ognia nie zostanie usprawnione, kara wyniesie 2 talary.
§ 2. Zabrania się chodzenia ze światłem bez latarni (tj. osłony) do stajni lub pod dach. W każdym domu muszą być 3 latarnie, a w gospodzie 4 sprawne, pod groźbą grzywny 9 białych groszy.
§ 3. Zabrania się wszystkim w mieście wkładania nocą do pieca lnu, oraz w nocy i przy świetle kruszenia i trzepania pod groźbą grzywny 10 talarów.
§ 4. Dozorcy wieżowi i wachmistrze w nocy posługiwać się mogą jedynie latarniami, a za dnia małymi czerwonymi chorągiewkami.
§ 5. W przypadku zauważenia ognia wieżowy ogłosi trąbką alarm.
§ 6. Po ogłoszeniu alarmu burmistrz z innymi panami uda się w rejon pożaru. Każdy mieszczanin zobowiązany jest również udać się w ten rejon i zastosować się do poleceń kierujących akcją pod groźbą grzywny.
§ 7. W przypadku gdy ognia nie daje się już opanować wskazanym jest w interesie bezpieczeństwa miasta zburzenie sąsiednich domów lub ich dachów. Rada zobowiązuje się przynieść pomoc poszkodowanym w ten sposób przekazując drewno budowlane.
§ 8. Woda ze stawu musi przez cały czas mieć swój przebieg w pobliżu miasta, takoż i z młyna miejskiego.
§ 11. Kiedy pod miastem wybuchnie pożar Bramy i Furta winny być zamknięte. Otworzyć je można dopiero za zezwoleniem burmistrza.
§ 12. Na pobliskich potokach winien być sprawowany nadzór, aby utrzymywany był w nich odpowiedni poziom wody.
§ 14. Pisarz miejski wraz z jednym z panów Rady pozostanie do końca (trwania) pożaru w ratuszu.

Treść obu dokumentów (z 1557 r. i z 1609 r.) stanowi odzwierciedlenie faktycznego stanu bezpieczeństwa przeciwpożarowego miasta. Nacisk położony na nieostrożność w obchodzeniu się ze światłem lub ogniem dowodzi, że wiele pożarów powstałych w międzyczasie powstawała z nieuwagi mieszczan. Nowym zapisem w dokumentach są po raz pierwszy wymienione stanowiska wieżowego i wachmistrza, utrzymywanych z funduszy miejskich.

## Po wojnie trzydziestoletniej

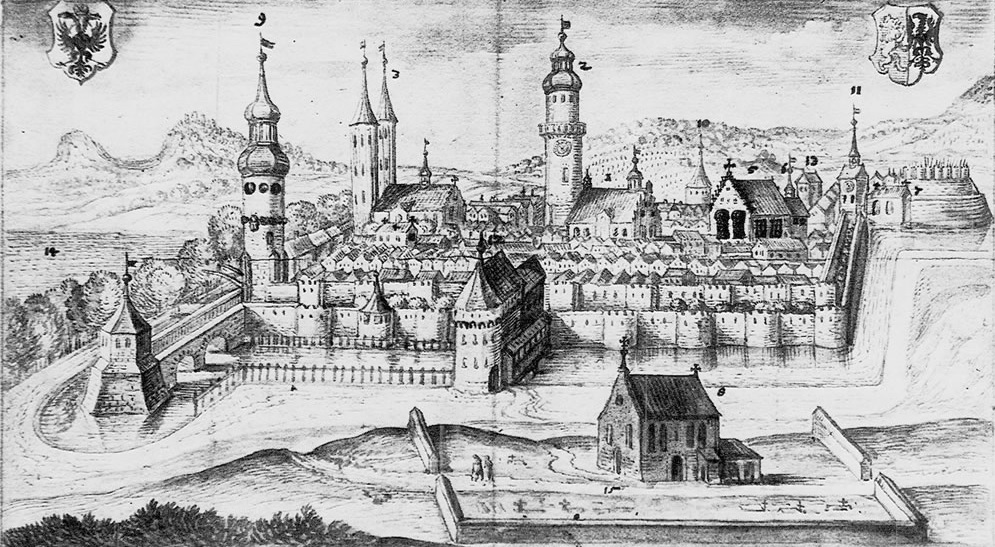
Lwówek Śląski przed wojną trzydziestoletnią

Działania wojny trzydziestoletniej przyniosły miastu szereg pożarów, w wyniku których zostało ono zniszczone prawie całkowicie. Drugiego lutego 1635 r. szwedzkie wojska wysadziły w powietrze wieżę prochową (nie odbudowano jej już nigdy) wzniecając przy tym pożar. Z rozkazu dowódcy 5 kwietnia spalono miasto. 21 września 1641 r. te same wojska spaliły folwark Schubarta na Przedmieściu Lubańskim. 15 października 1648 r., w momencie podpisania pokoju westfalskiego, który kończył wojnę trzydziestoletnią, podsumowano straty poniesione przez miasto. W wyniku działań wojennych w mieście (bez przedmieść) pozostało jedynie 236 domów mieszkalnych. Przed wojną w obrębie murów obronnych w Lwówku Śląskim były 502 budynki prywatne nie licząc budynków użyteczności publicznej takich jak: szpital, plebania, szkoła itp. Oprócz powyższych szkód dochodzą także zniszczone przedmieścia, fortyfikacje (mury, bramy, basteje, fosy) i miejskie folwarki.
Pierwszy większy pożar po wojnie 30-letniej wybuchł w Lwówku Śląskim 18 października 1659 r. W gruzach legło 70 domów mieszkalnych z warsztatami i 5 stodół. Spłonął także m.in. tzw. Biały Dom (Kamienica Napoleona, nr 16 na Górnym Rynku), w którym w 1813 r. będzie nocował Napoleon Bonaparte, król Fryderyk Wilhelm III i car Aleksander I Romanow. W 1660 r. na Śląsku pojawiły się duże sikawki, kotły wietrzne, następnie szlauchy i inne przewody wodne, a także urządzenia do zasysania i tłoczenia wody. Pierwsza duża sikawka została zakupiona przez miasto za kadencji burmistrza Bernarda Hoffmanna w 1686 r. i służyła jeszcze aż do 1824 r. W 1686 r. wybudowano remizę strażacką, która mieściła się w rynku, przy wieży ratuszowej, obok wagi miejskiej. W 1670 r. rada miejska opublikowała nowe statuty, m.in.: weselne, chrzestne, noworoczne i przeciwpożarowe. W pożarze z 1697 r. spłonęły dwa domy. Rozprzestrzenieniu się ognia zapobiegła wówczas nowa sikawka. 12 czerwca 1704 r. wybuchł kolejny, większy pożar, który zniszczył ulice Złotoryjską, Mniszą, Kaczą, Łazienną i Garbarską oraz ławki mięsne. Od ognia zniszczeniu uległy 72 domy. Długotrwała susza i silny wiatr sprzyjały szybkiemu przenoszeniu się ognia.
Po zajęciu Śląska przez Prusy, reskryptem króla Fryderyka II z 19 lutego 1743 r. we wszystkich miastach prowincji powołano socjetę ogniową – pierwszą, państwową instytucję obowiązkowego, wzajemnego ubezpieczenia budynków od ognia. Na jej czele w mieście stał ogniomistrz socjety ogniowej (w 1777 r. tutejszy poczmistrz i wójt miejski Nixdorf), a później inspektor kasy socjety ogniowej (w 1794 r. auskultant Bones). Z polecenia rady miejskiej, w 1744 r. tutejsi murarze i cieśle przeprowadzili kataster nieruchomości – szacunek wartości wszystkich domów mieszkalnych, budynków użyteczności publicznej, stodół, stajni i warsztatów w centrum i na przedmieściach Lwówka Śląskiego. Suma ubezpieczenia wszystkich nieruchomości w mieście wyniosła 90 840 talarów. Część uzyskanej składki z obowiązkowego ubezpieczenia budynków od ognia przeznaczona została na dofinansowanie zakupu sprzętu przeciwpożarowego. Pozostała część służyła przede wszystkim działalności odszkodowawczej.
29 czerwca 1745 r. na ul. Lubańskiej 270 spłonął browar ze słodownią. W 1747 r. miasto zakupiło nową, większą i wydajniejszą sikawkę. Na jej remizę adaptowano dotychczasową komorę solną pod ratuszem. Tego roku pruskie władze nadały miastu nowy porządek pożarowy. Kolejny szacunek nieruchomości miejskich przeprowadzono w 1748 r. Suma ubezpieczenia, poza nowo wybudowanym kościołem ewangelickim z lat 1747–1748, wyniosła 78 160 talarów. Kolejne zarządzenie, zabraniające nocnego wypieku chleba w pobliżu miasta, rada opublikowała 21 kwietnia 1751 r. Wyposażenie miasta w sprzęt przeciwpożarowy na dzień 15 czerwca 1752 r. stanowiły dwie duże sikawki metalowe, jedna sikawka przenośna, 62 wiadra skórzane, 16 drabin, 17 haków pożarowych, 16 bosaków, 8 beczek i znaczna ilość szlauchów. 28 czerwca 1752 r. o godzinie 14:00 w domu nr 33 na Górnym Rynku (plac wokół fontanny z lwem) wybuchł pożar, największy w dotychczasowej historii miasta. Zniszczył on zachodnią część rynku, ulicę Lubańską, Kościelną, Sukienniczą, Bolesławiecką i Garbarską – razem 151 domów, kościół Wniebowzięcia Najświętszej Maryi Panny, kościół św. Franciszka z Asyżu, komendę kawalerów maltańskich, szkołę katolicką, Basztę Bramy Lubańskiej, Basztę Bramy Bolesławieckiej i 5 stodół. Zniszczeniu uległo 7 dzwonów, zginęło 5 osób, straty materialne wyniosły 61 040 talarów i 25 srebrnych groszy. Odszkodowania wypłacono w łącznej kwocie 33 270 talarów, natomiast kilka tysięcy wpłynęło z kolekt.
W 1756 r. miasto zakupiło dużą sikawkę, 58 wiader skórzanych, 8 bosaków, 7 haków pożarowych, 8 pik ogniowych, 24 siekiery i 16 beczek na wodę. W tym samym roku zbudowano nowe pomieszczenie na sprzęt przeciwpożarowy, które zlokalizowano na Placu Zamkowym przy Browarze Lwówek. Kolejny sprzęt – dużą sikawkę z 2 pompami miasto zakupiło w 1766 r. 19 maja 1765 r. opublikowano nowy regulamin przeciwpożarowy dla księstw śląskich i Hrabstwa kłodzkiego. 11 lipca 1766 r. wydano zarządzanie zabraniające posiadania nabitej broni w miastach, na przedmieściach, w urzędach, zabudowaniach folwarcznych, wioskach i dworach pod karą grzywny 50 talarów lub 6 miesięcy pracy w twierdzy. 24 stycznia 1776 r. wydano zarządzenie powołujące w każdym mieście ogniomistrza, który miałby baczenie na całość spraw związanych z gaszeniem, szkoleniem, kontrolą bezpieczeństwa. W Lwówku Śląskim zatrudniono na ten etat kontuzjowanego podporucznika regimentu huzarów von Borna z roczną gażą 100 talarów. W 1777 r. ukazało się kolejne zarządzenie związane z pożarnictwem. Odtąd wszystkim, którzy pierwsi doniosą sprzęt do pożaru, wypłacona miała być specjalna premia – 10 talarów za beczkę na wodę lub sikawkę, a przy fałszywym alarmie – 1 talar za sikawkę i 20 srebrnych groszy za beczkę.
3 stycznia 1781 r. wybuchł pożar w folwarku w Mojeszu stanowiącym własność komory miejskiej. Spłonęły wszystkie budynki mieszkalne, stajnie i stodoły. Od 12 marca 1784 r. zabroniono używania drewnianych latarni przenośnych. 26 października tego roku władze krajowe nakazały usunięcie piekarni z domów mieszkalnych poza miastami. W 1787 r. Lwówek Śląski otrzymał dotację od rządu pruskiego na poprawę sytuacji mieszkalnej i usunięcie zagrożenia pożarowego w wysokości 18 000 talarów. 2 tys. talarów otrzymał dyrektor miasta Bones na budowę nowego domu nr 236b. Pozostałe pieniądze otrzymali: iglarz Schmidt na budynek nr 200, krawiec Krause na dom nr 199 przy świątyni ewangelickiej, szewc Marx na dom nr 206 przy Mniszej, sukiennik Ludwig na dwa domy o numerach 172 i 173 przy ul. Kaczej, kapelusznik Kindler na dom nr 118, szewc Marx na drugi dom nr 117 przy Łaziennej, sukiennik Günter na dom nr 239 i szewc Hübner na dom nr 240 przy Placu Zamkowym. Za otrzymane pieniądze wszystkich tych mieszkańców zobowiązano do wyburzenia swych starych domów i wybudowania nowych. Wielu z mieszczan otrzymało również środki na wymianę pokrycia dachowego.
24 sierpnia 1792 r. przy ul. Złotoryjskiej spłonął warsztat i stajnia mistrza kapelusznika Gleisberga. Następnego roku na starych fundamentach postawiono nowy dom. 13 października 1812 r. spłonął dom mieszczanina Marxa na Przedmieściu Płuczkowskim (zabudowania ul. Gryfowskiej). W 1815 r., pobyt wojsk napoleońskich, ostrzał artyleryjski miasta przez Rosjan i Prusaków przyniosły wiele pożarów, szczególnie na Przedmieściu Bolesławieckim, Złotoryjskim, w Płakowicach i w okolicznych wsiach. 29 maja 1814 roku na Przedmieściu Lubańskim nr 17 spłonął dom mieszkalny i 4 stodoły należące do Franciszka Pohla oraz stodoła dr Mentzla. 22 listopada 1816 r., wieczorem, o godz. 17:00, wybuchł pożar u sukiennika Lehmanna, który stracił dom. Pożoga nie rozprzestrzeniła się, mimo że woda zamarzała w sikawkach, gdyż ogień wykryto dość wcześnie i spora liczba ludzi przybyła z pomocą.
Na koniec 1797 roku Lwówek Śląski posiadał łącznie 594 domy mieszkalne, z czego 31 było jeszcze krytych gontem. Ponadto było tu 10 budynków użyteczności publicznej, 25 stodół i 36 stajni. Wszystkie te budynki ubezpieczone były na sunę 210 480 talarów. W 4 remizach znajdowały się 4 duże sikawki metalowe, 2 sikawki szlauchowe, 412 sikawek ręcznych, 46 drabin, 24 beczki na wodę, 774 wiader, 57 haków i 22 koce gaśnicze. W 1824 r. w 3 remizach w Lwówku Śląskim znajdowały się 3 duże sikawki metalowe, 2 szlauchowe, 1 przenośna, 360 wiader, 8 przewoźnych kuf na wodę, 12 beczek na wodę ze szlauchami, 10 sikawek kolanowych, 14 sikawek ręcznych, 40 haków, 28 siekier i wiele innego, drobniejszego sprzętu.
Lata 1855–1871 nie przyniosły miastu poważniejszych zniszczeń spowodowanych pożarami. Względnie bezpieczny okres skończył się w 1872 r. Tego roku wybuchło w mieście kilka pożarów, sytuacja powtarzała się do 1875 r. Powstanie ochotniczej straży pożarnej, wzorem istniejących w sąsiednich miastach powiatowych (Bolesławiec w 1856 roku, w Złotoryja w 1863 r., Jelenia Góra w 1864 r.), stało się „palącą” potrzebą dla władz miasta. Ówczesny burmistrz Lwówka Śląskiego Marzahn powołał sztab założycielski, w którym, poza nim, znaleźli się: prezes Męskiego Związku Gimnastycznego Titz, kupiec Moritz, budowniczy maszyn Ludwik Arlt i ogrodnik Riedel. Rankiem, 15 marca 1875 r., w hotelu Niemiecki Cesarz, zebrał się sztab założycielski w celu przygotowania zebrania organizacyjnego, opracowania propozycji statutów, jak też oficjalnego zaproszenia na zebranie przedstawicieli lwóweckiego magistratu. Zebranie odbyło się 2 kwietnia 1875 r., a udział w nim wzięli pomysłodawcy, wielu mężczyzn – mieszkańców miasta i burmistrz Lwówka Śląskiego Marzahn. Zebrani zobowiązali się przynależeć do ochotniczej straży pożarnej i poprzez uściśnięcie dłoni przypieczętowali swoje ustalenia, a do zawodu strażaka-ochotnika przyrzekli podchodzić z należytą czcią i zamiłowaniem. W przypadku zaistnienia pożaru w mieście i okolicy obiecali walkę ze wszystkich sił w celu zwalczenia go. 24 kwietnia nowo powstała straż przeprowadziła pierwsze ćwiczenia, w których udział wzięło 15 ochotników. Na wniosek uczestników zostali oni włączeni w skład związku, który od tej pory liczył 50 ludzi. Ochotnicy często brali udział w niesieniu pomocy oraz kontroli zagrożenia pożarowego.

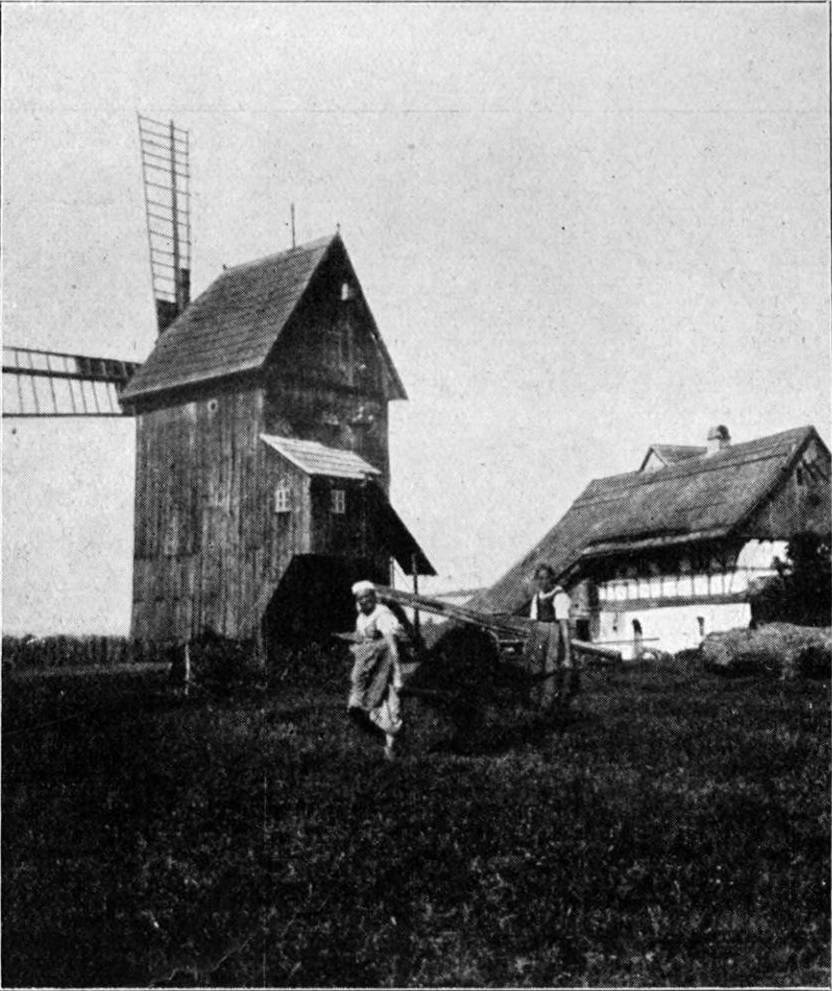
Nieistniejący, drewniany wiatrak w Płakowicach, strawiony przez pożar w 1905 r.

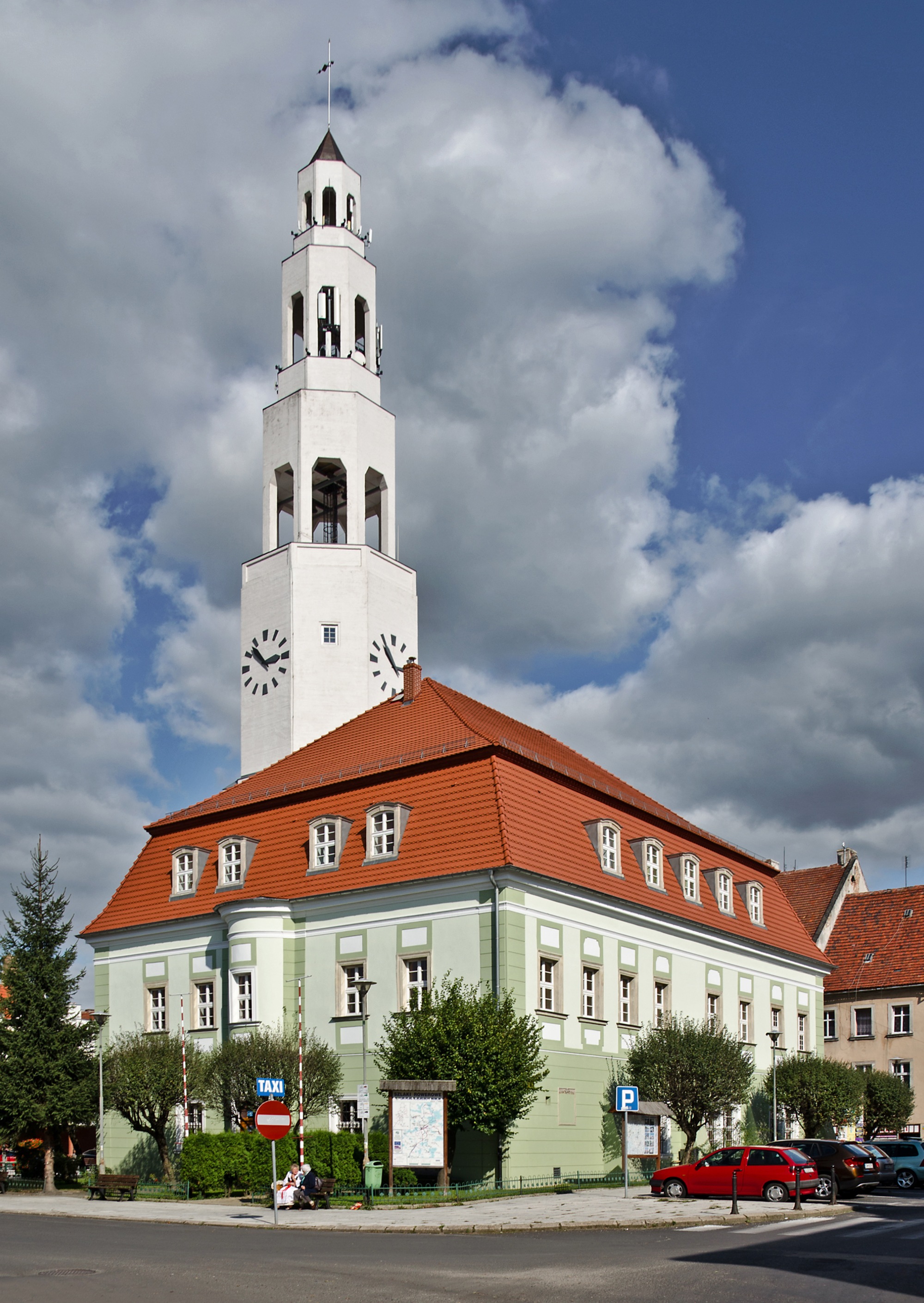
Wieża ratusza w Gryfowie Śląskim odbudowana z żelbetonu po pożarze z 1929 r.

- 10 marca 1879 r. spłonęło gospodarstwo Eichlera,
- 27 września 1896 r. spłonął parowy młyn Hankego, był to jeden z większych pożarów, do których wzywano straż. W ogniu zginął jeden z czeladników młynarskich,
- 13 września 1899 r. spłonął dom Ludwika Speichera,
- 7 i 8 grudnia 1899 r. ogniem zajęła się suszarnia cegielni,
- 8 września 1900 r. gaszono gospodarstwo Schöngartha i Pohlego nad Młynówką,
- 31 sierpnia 1900 r. paliło się gospodarstwo Wälzolöego na Przedmieściu Złotoryjskim,
- 4 maja 1901 r. zapłonął młyn Hoppego,
- 24 września 1911 r. gaszono dom Fiedlera przy ul. Złotoryjskiej,
- 10 marca 1917 r. zapłonęła fabryka papieru Littiga. Pożar ten został ostatecznie opanowany, lecz po ugaszeniu go odnaleziono zwłoki trzech żołnierzy ze 155 regimentu piechoty, którzy znaleźli tu kwaterę wojenną,
- 27 września 1913 r, spłonął silos młyna Hankego,
- 29 października 1877 r. gaszenie majątku Rennera w Mojeszu,
- 21 lipca 1895 r. wybuch wielkiego pożaru w Radłówce, w wyniku którego w płomieniach znalazła się prawie połowa wsi,
- 10 czerwca 1905 r. pożar historycznego wiatraka w Płakowicach, w którym młynarz Knappe zginął w płomieniach. Podpalenia dokonał Sternickel.
- W marcu 1925 r. – spłonął młyn Strauchmanna w Rakowicach Małych,
- 18 listopada 1925 r. – wybuchł wielki pożar majątku Grundmanna w Bystrzycy,
- W 1927 r. – inny budynek w Bystrzycy został zniszczony przez ogień,
- 1927 r. – pożar fabryki mebli Ruscheweyh w Olszynie Lubańskiej,
- 22 maja 1929 r. – pożar strawił wieżę ratuszową w Gryfowie Śląskim,
- 23 maja 1929 r. – w płomieniach staje fabryka mebli Hanke w Olszynie Lubańskiej,
- 12 listopada 1933 r. – ponowny pożar fabryki Ruscheweyh w Olszynie Lubańskiej,
- 25 listopada 1933 r. – pożar pałacu we Wleniu,
- 6 listopada 1934 r. – pożar fabryki papy Porsch w Rakowicach Wielkich,
- 30 grudnia 1939 r. pożar fabryki mebli Hille we Wleniu.

Również w innych miastach i wsiach powiatu lwóweckiego, w II poł. XIX wieku zaczęły powstawać ochotnicze straże pożarne i towarzystwa ratownicze. Zrzeszone były one w Powiatowym Związku Straży Pożarnych. Na dzień 1 kwietnia 1933 r. w 48 gminach liczył on 1130 członków, natomiast w początkach roku 1941 w 82 gminach 2160 członków. Do początków 1941 r. ochotnicza straż pożarna interweniowała w 372 przypadkach.
W Lwówku Śląskim sprzęt strażacki był stale modernizowany, a w 1924 r. strażacy otrzymali samochód wyposażony w autopompę, w 1929 samochód z drabiną, a w 1934 r. karetkę sanitarną, którą zmobilizowano na fronty II wojny światowej. Drugą motopompę tutejsi strażacy otrzymali w 1935 r. W kampanii wrześniowej karetki używano na frontach Polski, a sanitariusz, późniejszy kierowca karetki, zegarmistrz Pohl z Lwówka Śląskiego został ciężko ranny podczas walk. W czerwcu 1940 r. ambulans służył III Rzeszy na froncie francuskim, gdzie podczas ostrzału artyleryjskiego został trafiony i uszkodzony.

### Przedwojenni dowódcy Straży pożarnej w Lwówku Śląskim
- Louis Arlt (1875–1891),
- Robert Moritz (1891–1903),
- Hermann Scholz (1903–1907),
- Carl Weigert (1907–1922),
- Paul Schoen (1922–1934),
- Willi Stahn (1934–1945).

## Polska Rzeczpospolita Ludowa

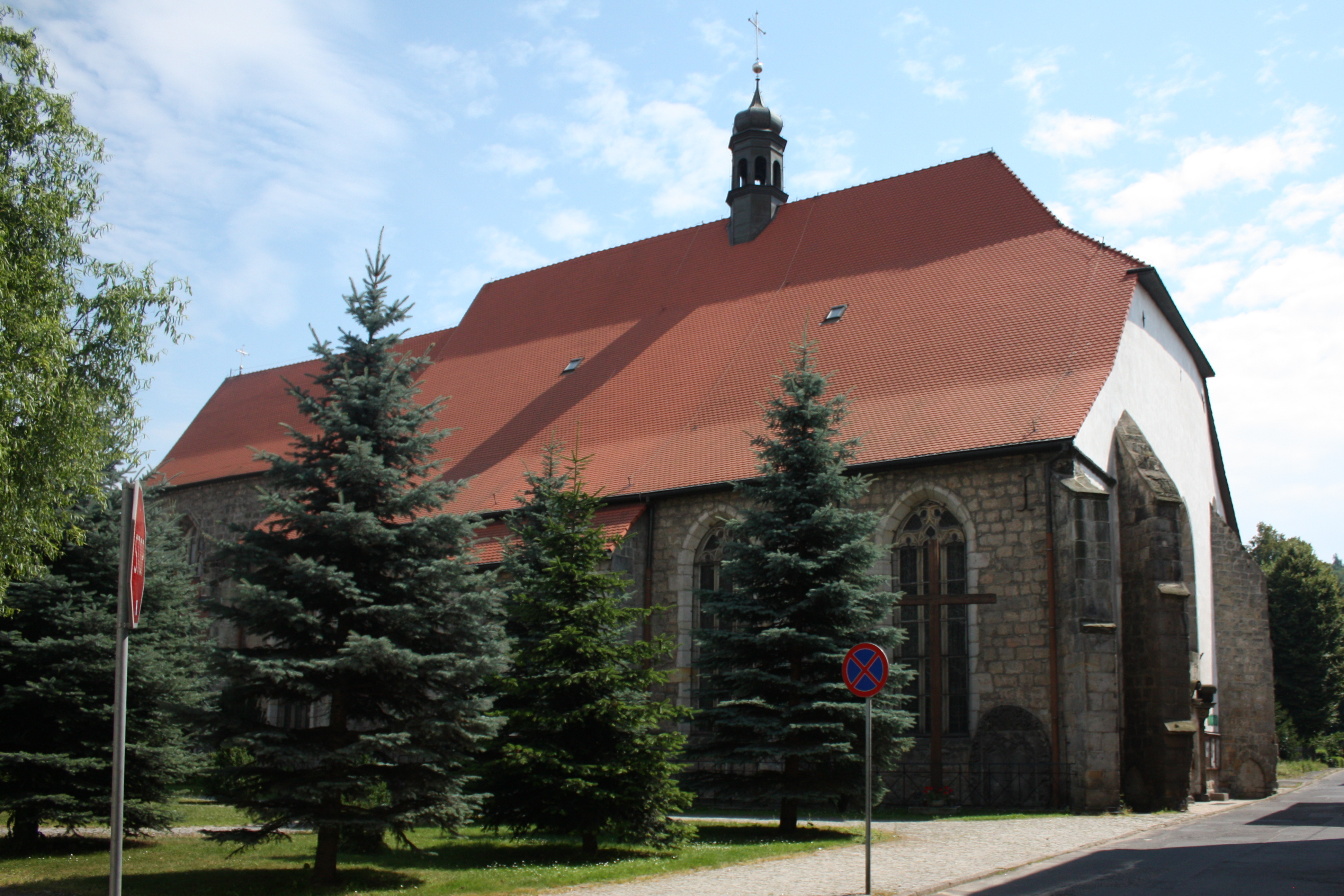
Przedwojenny magazyn sprzętu straży pożarnej w Lwówku Śląskim – obecnie Zespół klasztorny franciszkanów w Lwówku Śląskim

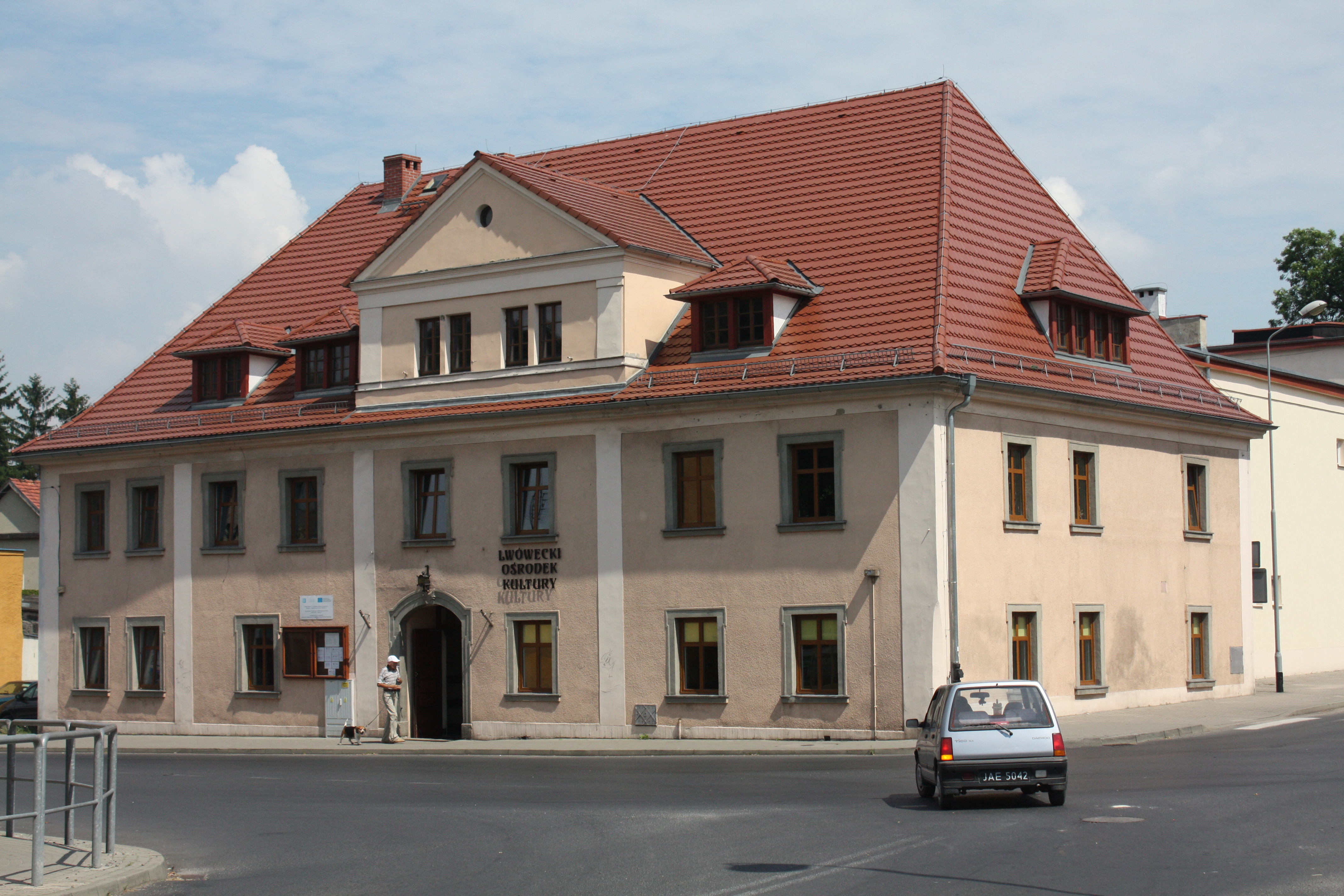
Siedziba lwóweckiej straży pożarnej przez pewien czas po wojnie mieściła się w pomieszczeniach Lwóweckiego Ośrodka Kultury

15 lutego 1945 r., o godz. 23:00, do Lwówka Śląskiego zbliżyły się oddziały Armii Czerwonej. W wyniku dwugodzinnej wymiany ognia, pomiędzy czołgami szóstego korpusu pancernego i volkssturmu, w mieście wybuchły liczne pożary. Wojska niemieckie zniszczyły trzy budynki mające znaczenie militarne, m.in. siedzibę urzędu finansowego, w którego miejscu znajduje się Powiatowa Komanda Państwowej Straży Pożarnej w Lwówku Śląskim. Ogniem zajęły się m.in. budynki przy ulicy Bolesławieckiej, budynek Królewskiego Seminarium Nauczycielskiego, w którego miejscu znajduje się Szkoła Podstawowa nr 2 w Lwówku Śląskim, gospoda „Pod białym rumakiem” przy skrzyżowaniu ulic Jaśkiewicza i Betleja, szkoła katolicka, gmach sądu i wiele kamienic. Część innych budynków spłonęła w pierwszych miesiącach pobytu oddziałów Armii Czerwonej w mieście.
Ochotnicza straż pożarna w Lwówku Śląskim powstała jesienią 1945 r. Jej założycielem był Bolesław Kłodnicki, a pierwszym komendantem Franciszek Głowacki. Zastępcą został właściciel masarni Władysław Oprychał, dowódcą sekcji pożarniczej Ludwik Sadowski, dowódcą sekcji sanitarno-pożarniczej była wówczas pani Hajduczni. U początku działalności wyposażenie straży pożarnej było bardzo skromne – pierwszym sprzętem w posiadaniu lwóweckiej straży pożarnej był wózek do przewozu sprzętu: węży, ręcznej pompy i drabin. Kolejny sprzęt, który trafił w ręce strażaków to stary samochód gaśniczy z autopompą i motopompa DKW-800. Pierwsze akcje lwóweckiej straży pożarnej to 2 tygodnie gaszenia lasów wokół Zgorzelca w 1946 r. i pierwsza powojenna powódź wiosną 1947 r., podczas której strażacy wypompowywali wodę z licznych piwnic, m.in. Starej Apteki przy ul. Sienkiewicza 42 i budynku poczty przy ul. Daszyńskiego 1. Na przełomie lat 40. i 50. XX wieku strażacy gasili liczne podpalenia, mające miejsce głównie na terenach wiejskich.
Pierwsza siedziba OSP wraz ze świetlicą mieściła się przy ul. Marszałka Koniewa. Ochotniczą Straż Pożarną rozwiązano w 1968 r., po stworzeniu Zawodowej Straży Pożarnej.
Dzieje Zawodowej Straży Pożarnej sięgają 1949 r. Możliwe, że istniała ona nawet wcześniej. Po rozwiązaniu jej w 1964 r. powołano pogotowie zawodowe składające się z kierowców dyżurujących przy telefonie alarmowym. Po przyjęciu zgłoszenia kierowca udawał się samochodem pod ratusz, następnie uruchamiał syrenę na wieży i oczekiwał na strażaków, którzy w ubrania do akcji ubierali się po drodze, w samochodzie. 1 stycznia 1968 r. reaktywowano Zawodową Straż Pożarną.
Pod koniec lat 40. XX wieku funkcjonował Inspektorat Ochrony Przeciwpożarowej, w którego gestii leżały wszystkie sprawy związane z ochroną przeciwpożarową szkoleniem i profilaktyką. W 1950 r., na podstawie ustawy o ochronie przeciwpożarowej, powołano Powiatową Komendę Straży Pożarnych. Pierwszym jej komendantem mianowano Bolesława Kłodnickiego (1950–1956) będącego dotychczas inspektorem powiatowym. Po nim stanowisko to przejmowali kolejno:
- Michał Leśków (06.08.1956 r. – 28.02.1961 r.),
- Marian Oleksin (01.05.1961 r. – 31.12.1963 r.),
- Franciszek Kośnik (01.01.1964 r. – 30.09.1967 r.),
- Władysław Marczewski (01.10.1967 r. – 30.06.1975 r.).

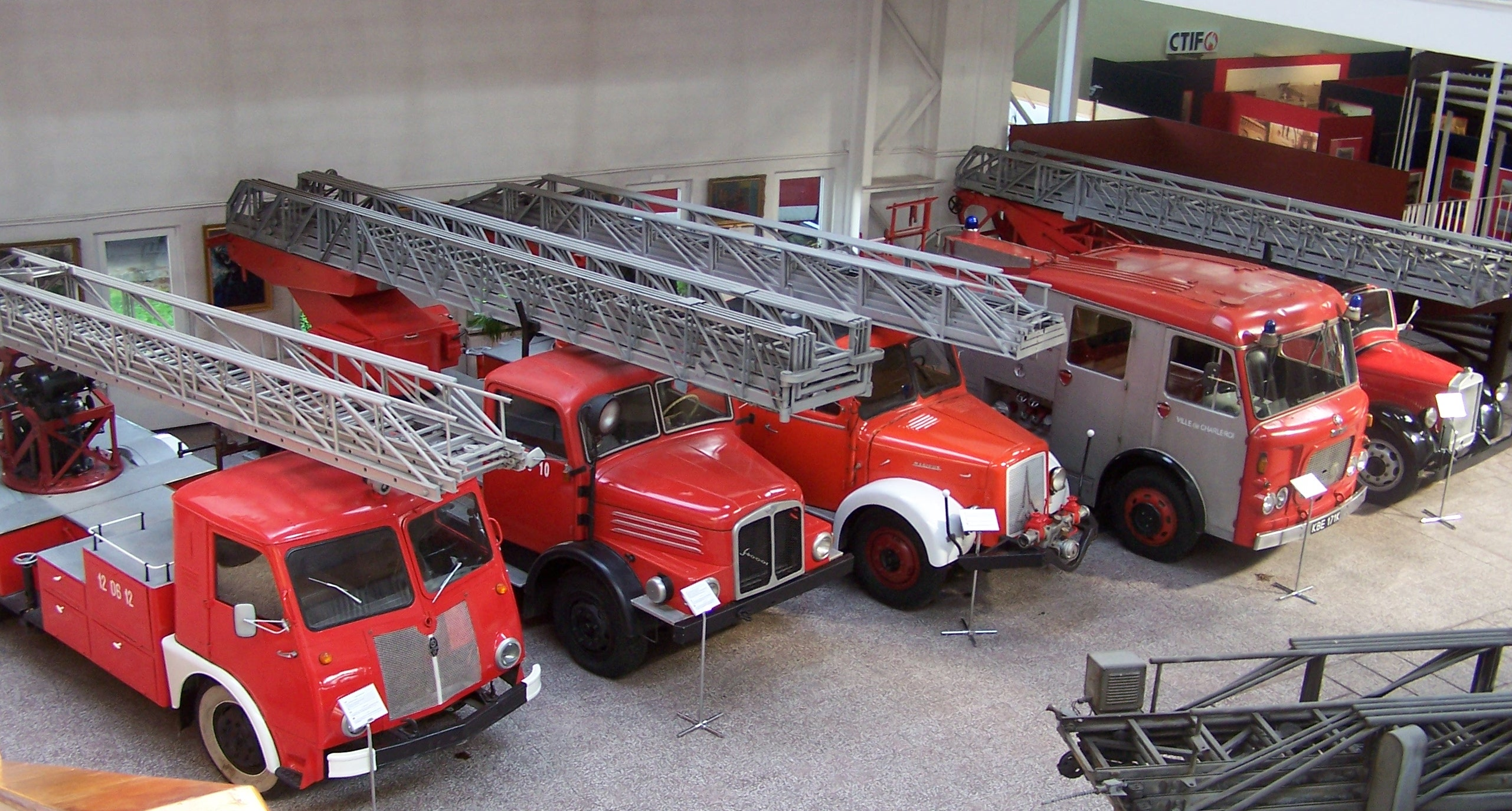
Wóz strażacki SD-24 Star 25 L (pierwszy z lewej) straży pożarnej w Lwówku Śląskim – muzeum pożarnictwa w Mysłowicach (woj. śląskie)

Po reformie administracyjnej w Polsce z 1975) r. i likwidacji powiatów, Powiatową Komendę Straży Pożarnej przemianowano na Rejonową Komendę Straży Pożarnych, a jej pierwszym i jedynym komendantem był Tadeusz Hutnik (01.07.1975 r. – 30.06.1992 r.).
Przedwojenna straż pożarna przechowywała swój sprzęt w Zespole klasztornym franciszkanów w Lwówku Śląskim. OSP z 1946 r. również magazynowała sprzęt w nieczynnym wówczas kościele. Następną remizą było pomieszczenie w budynku przy ul. Zamkowej, a później przy al. Wojska Polskiego, gdzie dziś mieści się Lwówecki Ośrodek Kultury. Do siedziby przy ul. Sikorskiego 2 strażacy przenieśli się w 1964 r.
Zawodowa Straż Pożarna brała udział w gaszeniu:
- pożaru fabryki w Rębiszowie w latach 40. XX wieku,
- tartaku w Lubomierzu (1953 r.),
- hali obróbki mechanicznej ZPL „Skarbków” w Mirsku (19.09.1955 r.),
- 4 podpalonych stodół we Wleniu (1967 r.),
- mieszkania w Radomiłowicach, w którym spłonęło dwoje małych dzieci (28.03.1969 r.),
- Domu Zdrojowego w Świeradowie-Zdroju (11.02.1970 r.),
- hotelu „Prefabetu” w Rakowicach Małych (03.06.1970 r.),
- domu kolonijnego „Lublinianka” w Świeradowie-Zdroju, w którym zginął portier (05.06.1970 r.),
- kościoła ewangelickiego w Rząsinach (06.04.1972 r.),
- budynku administracyjnego PPH w Świeradowie-Zdroju (01.11.1972 r.),
- mieszkania we Wleniu, w którym zginęło 3 dzieci (31.10.1973 r.),
- 20 pożarów leśnych (14.03 – 16.04.1974 r.),
- fermy drobiu M. Antczaka w Gryfowie Śląskim (08.02.1975 r.),
- serii podpaleń w północnej części gminy Lwówek Śląski (przełom 1976/1977 r.),
- 6 podpaleń w Uboczu (19.10 – 15.12.1978 r.),
- 39 pożarów leśnych (04.09. – 24.11.1982 r.),
- 57 pożarów lasów i łąk spowodowanych wypalaniem traw (1.02 – 25.04.1984 r.),
- serii podpaleń w Czerniawie-Zdroju (przełom 1988/1989 r.),
- 6 lutego 1990 r. strażacy ZSP z Lwówka Śląskiego brali udział w gaszeniu pożaru lasu górskiego. Z nieustalonych przyczyn w Nadleśnictwie Świeradów-Zdrój spłonęło 72 ha lasu[8].

## III Rzeczpospolita

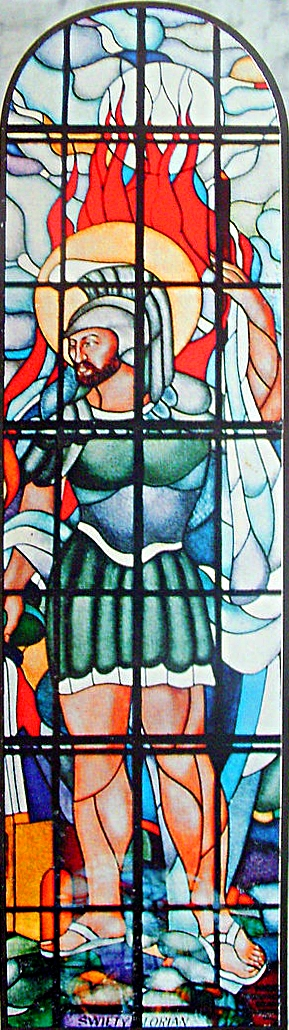
Św. Florian – patron strażaków

W 1992 r. na mocy ustawy z 24 sierpnia 1991 r. o Państwowej Straży Pożarnej, lwówecka jednostka przeszła kolejną reorganizację. Dnia 1 lipca 1992 r. została zlikwidowana Komenda Rejonowa Straży Pożarnych, a na jej miejsce powołano Jednostkę Ratowniczo – Gaśniczą, która zostaje włączona do Komendy Rejonowej Państwowej Straży Pożarnej w Bolesławcu. Dowódcą Jednostki Ratowniczo – Gaśniczej został bryg. Tadeusz Hutnik, a jego zastępcą st. asp. Ryszard Kaszuba. W jednostce, w ramach obsługi, pracowała jeszcze mł. asp. Irena Bardega – technik Jednostki Ratowniczo – Gaśniczej. Pozostali strażacy (31 funkcjonariuszy) pracowali w systemie zmianowym (24/48 h). 1 stycznia 1993 r. bryg. Tadeusz Hutnik został mianowany na stanowisko Komendanta Rejonowego Państwowej Straży Pożarnej w Bolesławcu, a dowódcą Jednostki Ratowniczo – Gaśniczej w Lwówku Śląskim został st. asp. Ryszard Kaszuba zaś (jego zastępcą mł. asp. Artur Drozdowicz). Jednostka Ratowniczo – Gaśnicza Lwówek Śląski obszarem swojego działania obejmuje teren trzech gmin: Lwówek Śląski, Lubomierz i Wleń.
W tym okresie do poważniejszych zdarzeń należy zaliczyć:
- wypadek autocysterny przewożącej gaz płynny propan-butan w miejscowości Włodzice Wielkie,
- powódź tysiąclecia (1997 r.),
- udział strażaków przy gaszeniu dużych pożarów leśnych na poligonach wojskowych wokół Bolesławca.

Od 1 stycznia 1999 r., w wyniku reformy terytorialnej kraju, została utworzona Komenda Powiatowa Państwowej Straży Pożarnej w Lwówku Śląskim, a jej pierwszym komendantem został st. kpt. Arkadiusz Motylski, a jego zastępcą asp. sztab. Ryszard Kaszuba. W skład komendy wchodzi Jednostka Ratowniczo – Gaśnicza której dowódcą został st. asp. Artur Drozdowicz, a jego zastępcą st. asp. Mariusz Mróz. Komenda swoim zasięgiem obejmuje następujące gminy: Lwówek Śląski, Gryfów Śląski, Mirsk, Lubomierz i Wleń.
- W 2000 r. doszło do wybuchu gazu ziemnego w pomieszczeniach piwnicznych cukierni przy ul. Sienkiewicza należącej do rodziny Budzyńskich. Wybuch wywołuje odczuwalne zatrzęsienie się okolicznych budynków, których konstrukcje jednak nie ucierpiały. W wyniku wybuchu śmierć na miejscu poniosła właścicielka cukierni[10], a sam budynek uległ całkowitemu zniszczeniu. W jego miejscu wybudowano dwie nowe, jednopiętrowe kamienice[11],
- Na początku XXI wieku, w 2007 r., przed siedzibą straży pożarnej, postawiono piaskowcową figurę św. Floriana – patrona strażaków[12].

Jednostka Ratowniczo – Gaśnicza, w ramach swoich kompetencji prowadzi działania w zakresie:
- gaszenie pożarów,
- ratownictwo chemiczne,
- ratownictwo ekologiczne,
- ratownictwo techniczne,
- ratownictwo medyczne.

## Jednostki Ochotniczej Straży Pożarnej w Powiecie Lwóweckim

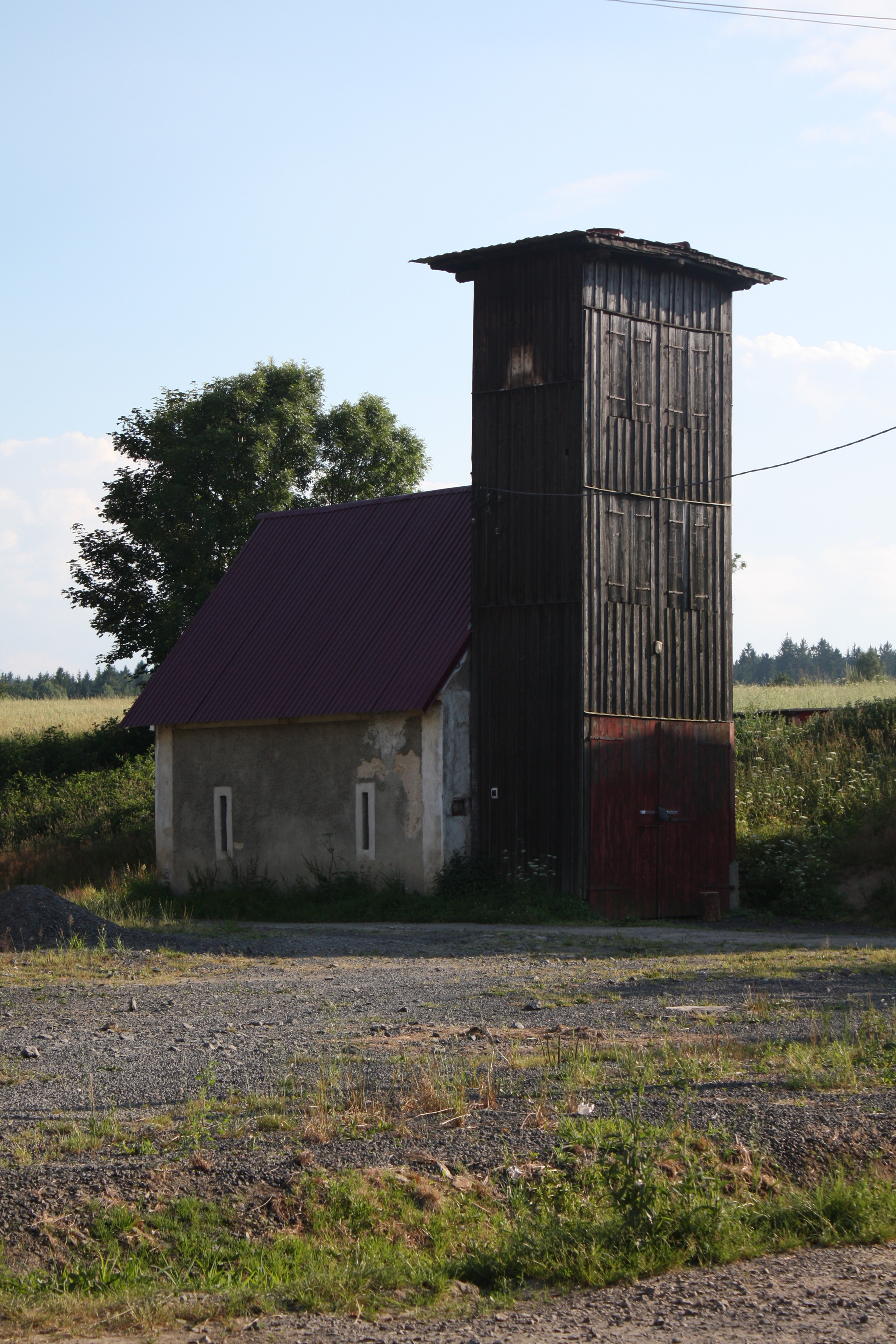
Dawna remiza w Wojciechowie – jedna z wielu tego typu budowli zlokalizowanych na terenie powiatu lwóweckiego

| Lp. | Gmina Lwówek Śląski  | Gmina Gryfów Śląski | Gmina Lubomierz | Gmina Mirsk       | Gmina Wleń     |
| --- | -------------------- | ------------------- | --------------- | ----------------- | -------------- |
| 1.  | OSP Chmielno         | OSP Brzeziniec      | OSP Golejów     | OSP Giebułtów     | OSP Klecza     |
| 2.  | OSP Kotliska         | OSP Gryfów Śląski   | OSP Lubomierz   | OSP Gierczyn      | OSP Pilchowice |
| 3.  | OSP Niwnice          | OSP Krzewie Wielkie | OSP Milęcice    | OSP Grudza        | OSP Radomice   |
| 4.  | OSP Płóczki Górne    | OSP Proszówka       | OSP Pasiecznik  | OSP Mroczkowice   | OSP Wleń       |
| 5.  | OSP Sobota           | OSP Rząsiny         | OSP Chmieleń    | OSP Krobica       |                |
| 6.  | OSP Włodzice Wielkie | OSP Ubocze          |                 | OSP Kwieciszowice |                |
| 7.  | OSP Zbylutów         |                     |                 | OSP Mirsk         |                |
| 8.  |                      |                     |                 | OSP Przecznica    |                |
| 9.  |                      |                     |                 | OSP Rębiszów      |                |